# Karlslunde Idrætsforening
Karlslunde Idrætsforening eller Karlslunde Fodbold er en dansk fodboldklub hjemmehørende i Karlslunde. Foreningen blev stiftet i 1914, da den blev oprettet som en udspringer af foreningen "Carlslunde-Carlstrup Skyttelag" fra 1866. Klubben har cirka 900 aktive medlemmer.
Klubben spiller i Danmarksserien.